# Anna Elise Zernecke
Anna Elise Zernecke ist eine deutsche evangelische Theologin.
Von 1995 bis 2004 studierte sie Rechtswissenschaft, evangelische Theologie, mittleren und neueren Geschichte und Altorientalistik an der Universität Mainz, der Universität Leipzig und der Martin-Luther-Universität Halle-Wittenberg und von 1997 bis 1998 Rechtswissenschaft an der Universität von Burgund als Stipendiatin des deutsch-französischen Hochschulkollegs; Diplôme de licence en droit. Im Mai 2004 legte sie die erste theologische Prüfung bei der EKHN ab. Von 2004 bis 2005 war sie Stipendiatin der Hessischen Lutherstiftung. Seit 2005 war sie wissenschaftliche Mitarbeiterin am Seminar für Altes Testament und Biblische Archäologie in Mainz. Von 2005 bis 2011 war sie Kollegiatin (Gaststatus) im Graduiertenkolleg „Götterbilder – Gottesbilder – Weltbilder“ der Universität Göttingen. Nach der Promotion 2010 an der Johannes Gutenberg-Universität Mainz lehrt sie seit 2018 als W3-Professorin für Religionsgeschichte des Alten Testaments und Archäologie Syrien-Palästinas an der Christian-Albrechts-Universität zu Kiel.
Ihre Forschungsschwerpunkte sind Gottesbezeichnungen und Gottesbilder, Religionsgeschichte Israels und des Alten Orients, Gebet und Ritual, Formgeschichte, Hebraistik und kanaanäische Epigraphik.

## Publikationen (Auswahl)
- Gott und Mensch in Klagegebeten aus Israel und Mesopotamien. Die Handerhebungsgebete Ištar 10 und Ištar 2 und die Klagepsalmen Ps 38 und Ps 22 im Vergleich. Münster 2011, ISBN 978-3-86835-058-6.
- als Herausgeberin mit Reinhard G. Lehmann: „Schrift und Sprache“. Papers read at the 10th Mainz International Colloquium on Ancient Hebrew (MICAH), Mainz, 28–30 October 2011. Kamen 2013, ISBN 978-3-89991-148-0.
- als Herausgeberin mit Carly L. Crouch und Jonathan Stökl: Mediating between heaven and earth. Communication with the divine in the Ancient Near East . New York 2013, ISBN 0-567-00184-9.
- als Herausgeberin mit Reinhard G. Lehmann und KwangCheol Park: Proceedings of the Twelfth Mainz International Colloquium on Ancient Hebrew (MICAH) and cognate languages, Johannes Gutenberg University of Mainz, 2015. Kamen 2017, ISBN 978-3-89991-197-8.